# كيمي

موقع كيمي.

شعار كيمي

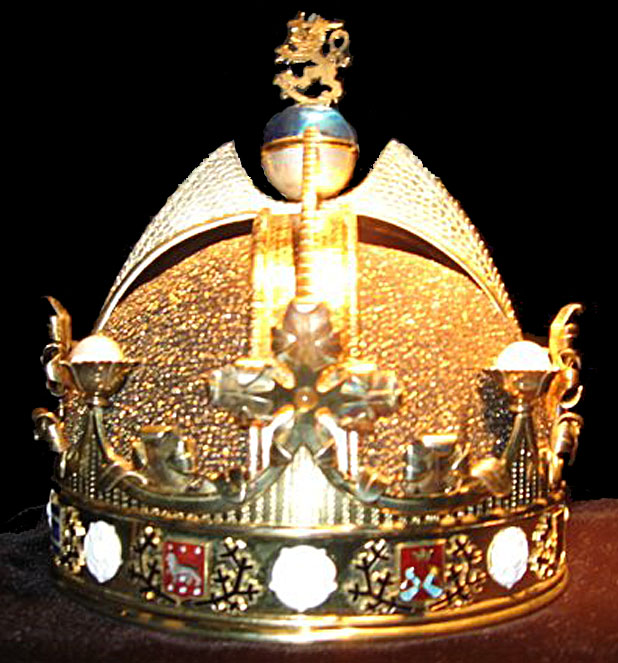
تاج مصمم لملك فنلندا

كيمي (بالفنلندية: Kemi) مدينة فنلندية. تقع قريبة جداً من مدينة تورنيو. تأسست عام 1869 بموجب مرسوم ملكي، لقربها من ميناء عميق المياه.
تقع كيمي بجوار خليج بوثنيا، عند مصب نهر كيميوكي، وهي جزء من إقليم لابي. يبلغ عدد قاطنيها 22.444 ساكن، ويغطي نطاقها البلدي مساحة قدرها 747,44 كيلومتر مربع منها 652,1 من المياه. وتبلغ الكثافة السكانية 235,40 نسمة لكل كيلومتر مربع.
يتركز النشاط الاقتصادي الرئيسي في كيمي على شركتين كبيرتين لصناعة الورق وعلى منجم للكروم هو الوحيد في أوروبا (يمد شركة أوتوكومبو للكروم حديدي في تورنيو). يوجد فيها أيضاً جامعة كيمي تورني للعلوم التطبيقية.
تشتهر كيمي أيضاً ببنائها أكبر قلعة ثلجية في العالم (يـُعاد إنشاؤها في كل عام بتصميم مختلف). عادة ما يكون موقع قلعة الثلج في مرفأ كيمي الداخلي.
يـُحتفظ بنموذج لتاج فنلندا (الأصلي لم يـُصنع أبداً لملك فنلندا) في معرض الأحجار الكريمة. هناك أيضاً نـُسخ للتاج الامبراطوري البريطاني، وصولجان قيصر روسيا، وكرات الدانمارك الملكية وقلادة ماري أنطوانيت الماسية إلى جانب أمور أخرى.
كما أنها مسقط رأس فرقة موسيقى الميتال سوناتا أركتيكا.

## أزمة الرهائن في الحرب العالمية الثانية
خلال الحرب العالمية الثانية، وبعد توقيع هدنة موسكو وجدت فنلندا نفسها تشارك في حرب لابي ضد حليفتها السابقة ألمانيا، في بداية أكتوبر 1944 اعتقلت القوات الألمانية 132 رهينة مدنية فنلندية من كيمي (فضلا عن 130 آخرين من روفانييمي) ، وهددت بقتلهم ما لم يطلق الجيش الفنلندي سراح الجنود الألمان المأسورين في معركة تورنيو. ومع ذلك، رفض الفنلنديون الامتثال وهددوا بالرد بقتل أسرى الحرب الألمان. وأطلق سراح الرهائن سالمين في 11 أكتوبر عام 1944، بالقرب من روفانييمي.

## معالم

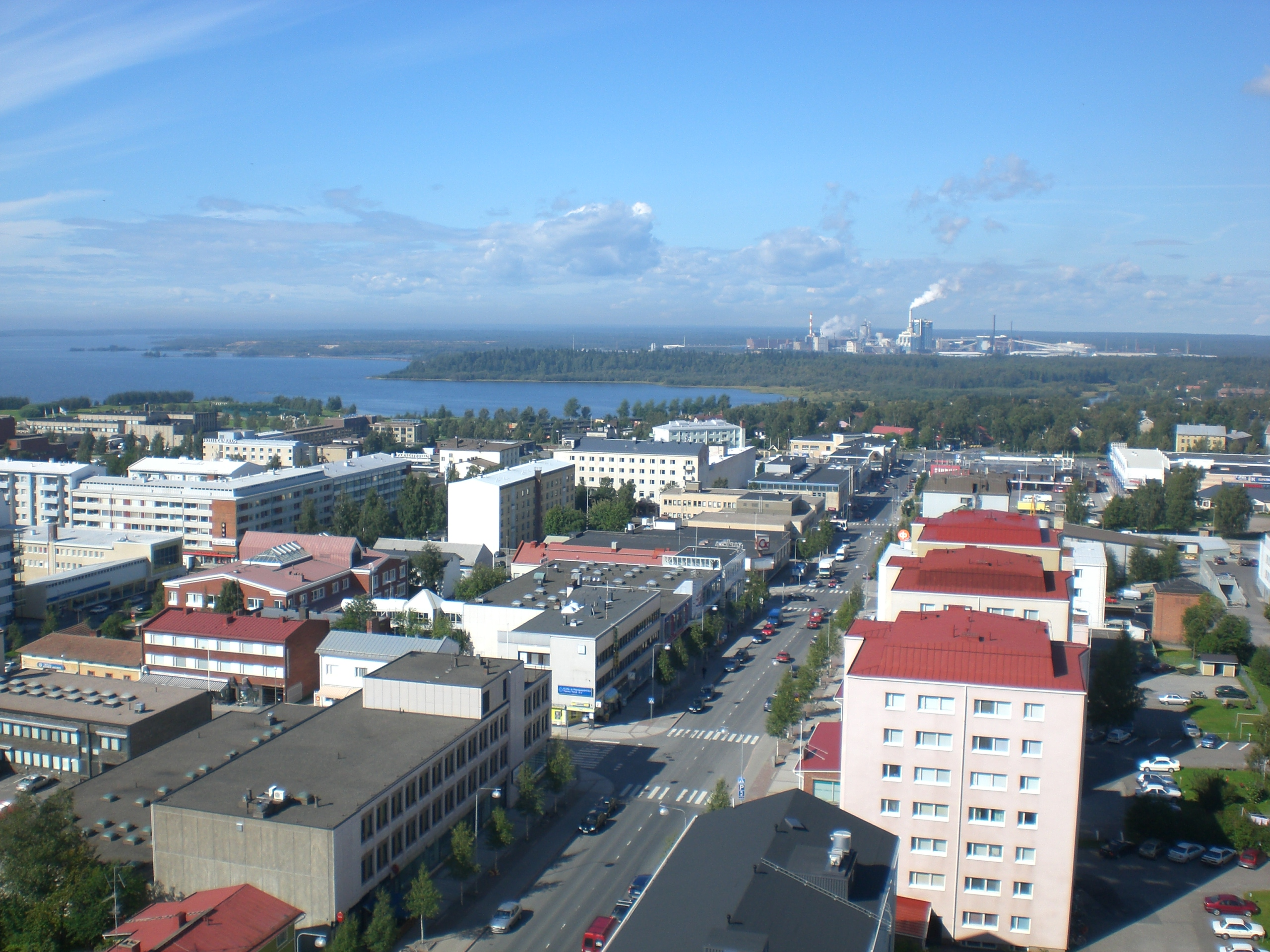
ركز مدينة كيمي، فنلندا

- كنيسة كيمي
- قلعة كيمي الثلجية
- معرض أحجار كريمة
- كاسحة الجليد سامبو
- سفينة يهتي

## السياسة
نتائج الانتخابات البرلمانية الفنلندية، 2011 في كيمي:
- تحالف اليسار 28.0%
- الفنلنديون الحقيقيون 21.8%
- الحزب الاشتراكي الديمقراطي 18.9%
- حزب الوسط 14.1%
- حزب الائتلاف الوطني الفنلندي 10.7%
- الرابطة الخضراء 3.3%
- الديمقراطيون المسيحيون 1.5%
- أحزاب أخرى 1.7%

## الاقتصاد
في أبريل 2007، سرّحت مدينة كيمي جميع عاملين لدى البلدية لمدة 2 أسابيع بسبب إفلاس المدينة الاقتصادي. ذُكر تصاعد تكاليف الرعاية الصحية المتخصصة، وضرائب صناعة عابرة كسبب للتصويت على القرار. كانت هذه أكثر عملية تسريح عمالة مؤقتة جذرية جرت في فنلندا منذ عام 2000.

## النقل
محطة قطارات كيمي هي محطة وسيطة على خط السكة الحديد بين إقليم لابي ومحطة قطارات هلسنكي المركزية. يتم تشغيله من قبل VR. تقاطع محطة كولاري و محطة روفانييمي خطوط تقع إلى الشمال من محطة كيمي.
تمر الطريق الوطنية الفنلندية 4 والطرق الأوروبية E8 و E75 من خلال المدينة.
يبعد مطار كيمي تورنيو 4,5 كم إلى الشمال من وسط مدينة كيمي.

## توأمة
كيمي متوأمة مع:
- ترونسا (النرويج)، منذ 1940
- فولغوغراد (روسيا)، منذ 1953
- ليبتوفسكي ميكولاش (سلوفاكيا)
- نيوتاوناردس (إيرلندا الشمالية)
- سيكشفهيرفار (المجر)
- لوليو (السويد)

## وصلات خارجية
- مدينة كيمي – الموقع الرسمي
- قلعة كيمي الجليدية – أكبر قلعة ثلجية في العالم
- Sampo Tours – كاسحة الجليد القطبية الوحيدة في العالم للرحلات السياحية
- ويبكام على موقع القلعة الجليدية (الميناء الداخلي)

## معرض الصور

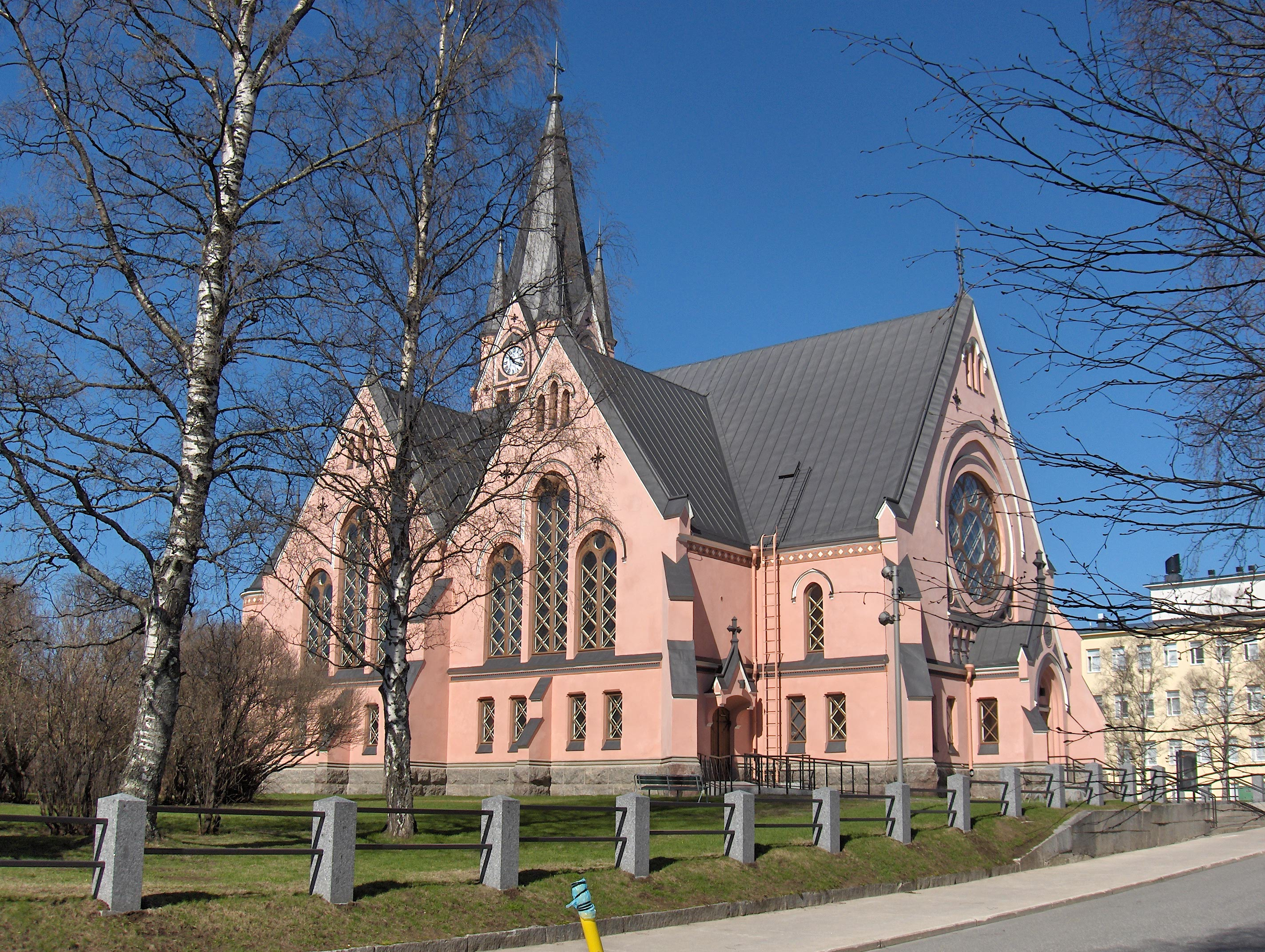
كنيسة كيمي
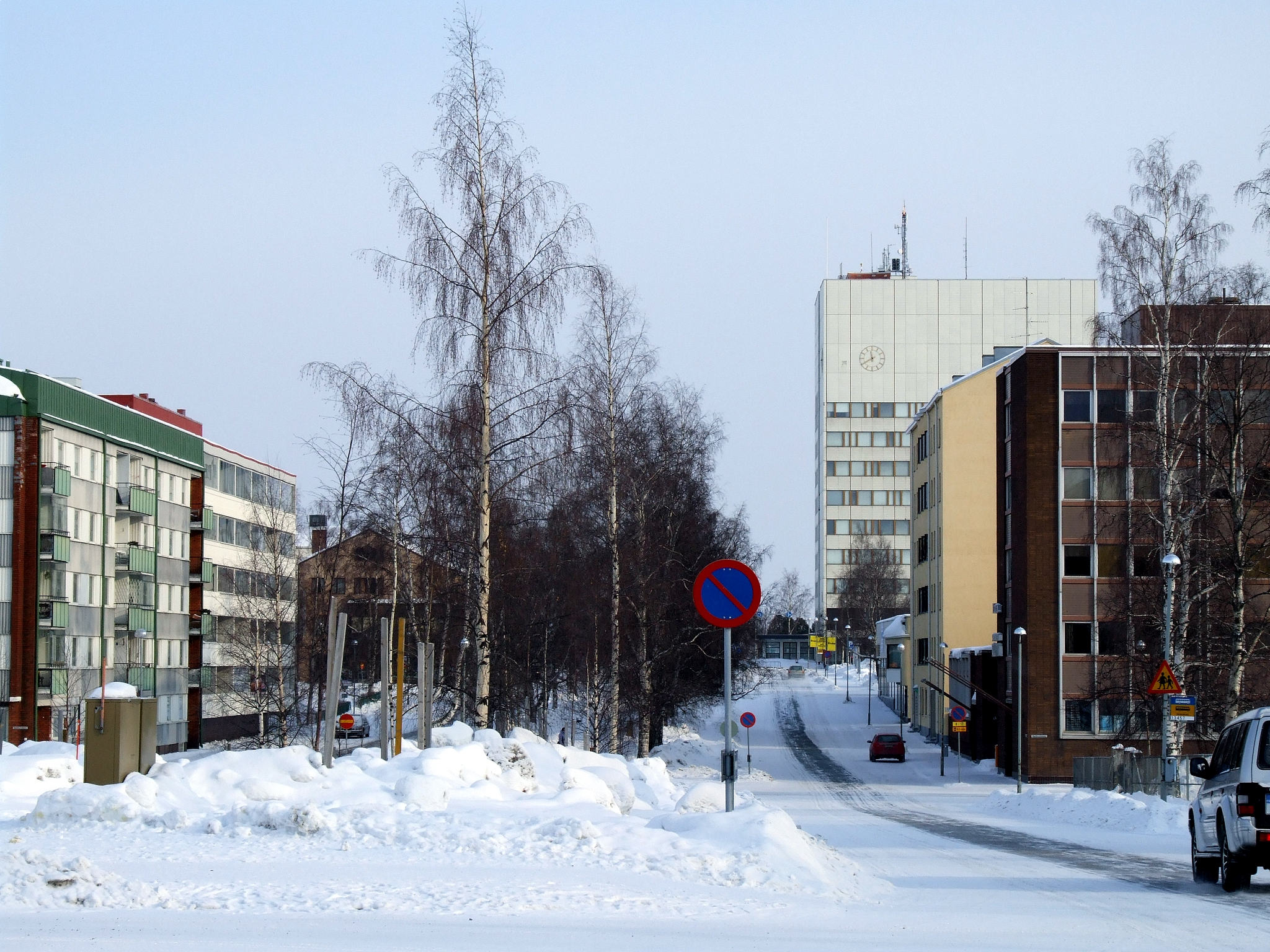
شارع ميريبويستوكاتو مع مبنى بلدية كيمي في الخلفية
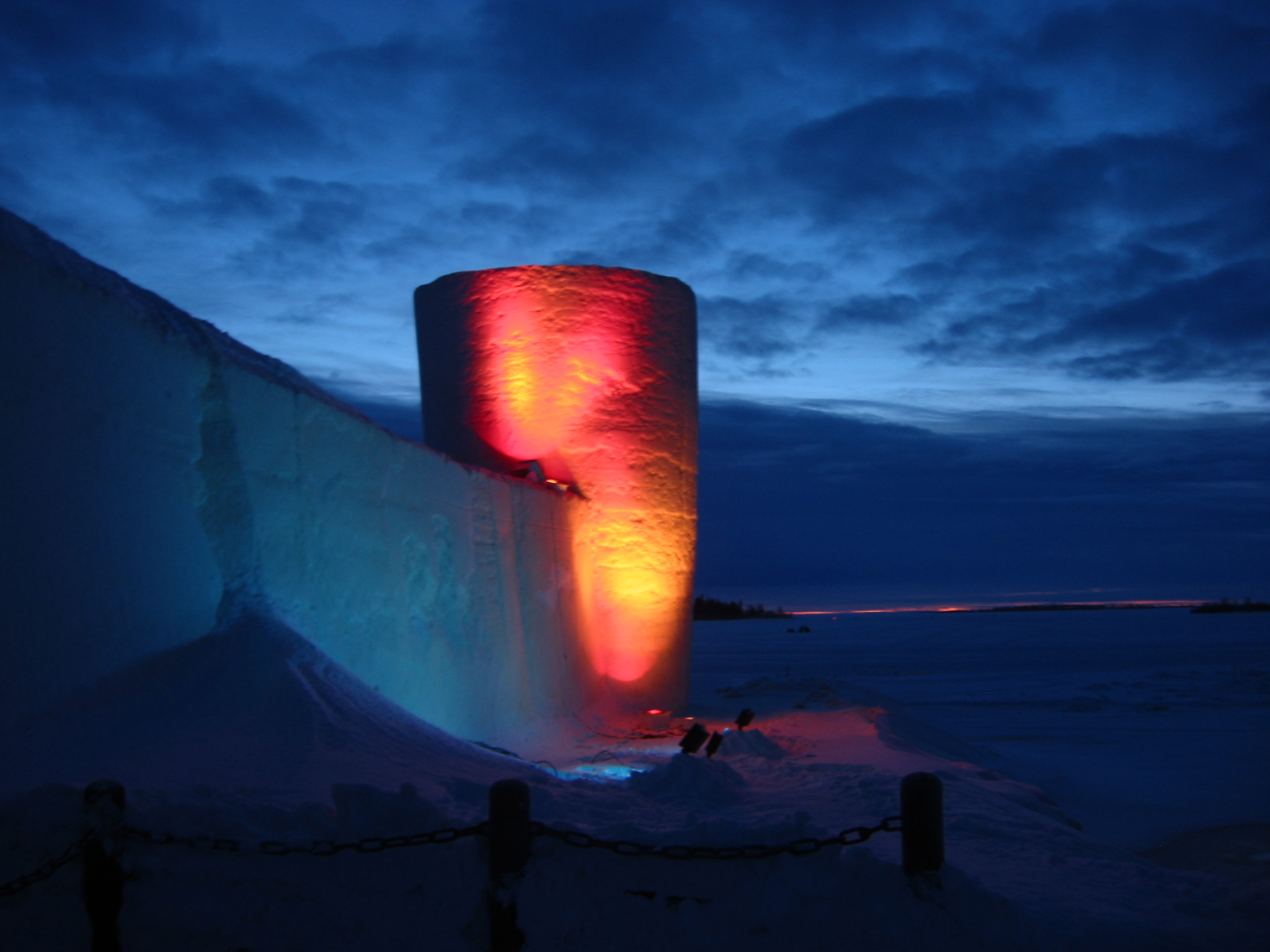
قلعة كيمي الجليدية